# シャイニングガンダム
- 機動武闘伝Gガンダム > モビルファイター > シャイニングガンダム

シャイニングガンダム(SHINING GUNDAM)は、1994年放送のテレビアニメ『機動武闘伝Gガンダム』に登場する架空の兵器。有人操縦式の人型ロボット兵器「モビルファイター」(MF)の一つ。
第13回ガンダムファイト用に開発されたネオジャパン代表MFで、劇中前半における主人公「ドモン・カッシュ」の搭乗機。日本の甲冑のような外観が特徴で、パイロット（ガンダムファイター）の精神状態に応じた3段階のモードに変形・進化する。
メカニックデザインは大河原邦男が担当。当記事では、ヒロインの「レイン・ミカムラ」が搭乗する兄弟機「ライジングガンダム」や、その他雑誌、漫画媒体に登場する関連機体の解説も記述する。

## 設定解説
ネオジャパンの科学者ミカムラ博士が、第13回ガンダムファイト用に開発した機体。機動性を重視した設計で攻守のバランスにも優れており、コロニー格闘技の覇者であるドモン・カッシュが繰り出す流派東方不敗の技の数々を遺憾なく再現する性能を備える。シャイニングガンダムは格闘戦で最大の力を発揮する機体であるため、固定武装は少ない。
本機の特筆すべき点は、搭乗者の感情や状態が機体性能に反映されることである。また、段階的に機体をパワーアップ可能な機構が導入されている。

### 機体構造
シャイニングガンダムにはバトルモードやスーパーモードに合わせて各部が展開する機構が導入されている。ただし、ファイターの体調や機体の状態により各所が個別に展開することもあるらしく、一概にそれぞれのモードに限って展開するというわけではないとされている。
ショルダーアーマー
二重装甲式となっており、下層に搭載されたフィールド発生装置によってパイロットの動きと連動し、機体の反応速度を向上させる。
脚部
地形の変化に合わせ、脚部には接地面積を広げて安定性を向上させる機構が導入されている。
アームカバー
腕部の装備で、レアメタルハイブリッド製であるため防御装備としても機能する。また表面が風船の様に膨らみ破裂させダメージを反らす機能もある。裏面にはブースターが格納されており、パンチ時に加速させることで破壊力を上げることができる。
レッグカバー
脚部両側面に備える。衝撃吸収能力に長けた多層材が用いられている。内部にはブースターが存在し、これによってキック時の破壊力を増すことが可能なほか、機体をホバリングさせることもできる。
フェイスカバー
シャイニングガンダムの頭部に備えられた機構で、機体パワーの向上に合わせ、放熱効果を高めるために展開する。この開閉機能はバトルモード、スーパーモードで使用される。
フィールドリダクションフィン
シャイニングガンダムの頭頂部に備えられる。
リトラクタブルダクト
シャイニングガンダムの頭部側面に備えられる。
エネルギーマルチプライヤー
シャイニングガンダムの胸部に設置される円形の装置。この部位の発動に伴うアーティフィシャル・オーラ・ジェネレーター(人工気力発生装置)の駆動を制御することにより、シャイニングガンダムは東洋の気功の様な気を練る機能を持ち合わせる。

### バトルモード
シャイニングガンダムの形態の一つで、アームカバーとフェイスカバーが展開される。『機動武闘伝Gガンダム』アニメーション作中では、第1話のネロスガンダム戦や、そのバンクフィルムを用いたシャイニングフィンガーの使用シーンでこの形態の姿が確認できる。

### スーパーモード
シャイニングガンダムの形態の一つで、「怒り」の感情をピックアップすることでバトルモードからさらに戦闘力が増したスーパーモードをとる。
この形態ではアームカバー、フェイスカバー、レッグカバー、ショルダーアーマー、フィールドリダクションフィン、リトラクタブルダクトのすべてが展開される。
シャイニングフィンガーソードを使用する際は全身が黄色を基調とした光に包まれる。同様に搭乗者であるドモンのファイティングスーツも赤く染まり、胸の日の丸は緑になり、髪も逆立つなどの変化がみられる。しかし戦闘能力の向上に比例して、機体および搭乗者自身に多大な負担を強いるため、長時間の使用は不可能。また、発動に必要な怒りに振り回されるために冷静さを失ってしまうなどの欠点も存在した。ドモンがギアナ高地での修行で「明鏡止水」の境地に辿り着いたことにより、怒りでなくてもスーパーモードの発動が可能となった上、明鏡止水によるスーパーモード時はそれまでの発光による変化と異なり、機体そのものが黄金の光沢に変化するとともに搭乗者であるドモン自身にも同様の変化が起こっている。怒りの感情以外でもスーパーモードが発動する事が分かって以降は怒りで発動するスーパーモードは「怒りのスーパーモード」明鏡止水で発動するスーパーモードは「真のスーパーモード」と呼ばれるようになる。
後にネオホンコンでの決勝大会ではドモンと同じ新シャッフル同盟のメンバーや東方不敗マスター・アジアも明鏡止水による黄金化を行っており、その頃にはこの状態がハイパーモードと呼称されることもあった。

### コア・ランダー
シャイニングガンダムにはコア・ランダーと呼ばれるバックパックと一体化したコクピット兼脱出装置が装備されている。非装輪ホバリングタイプの車両（エアカー）で、浮上し移動する方式。コア・ランダーは他国のMFのいくつかにも採用されている。

### 武装
ビームソード
左腰のソードラック(取り外し可能でシャイニングフィンガーソードの際にラックを前方に突き出しそこから抜刀する描写が度々ある。)に大小二刀備える。ドモンは剣技にも秀でているため、この装備を使えば一閃でモビルファイターを動作不能に追い込むことも可能。
バルカン砲
頭部に備える。主な用途は威嚇用。
マシンキャノン
肩部に備える。
ビームガン(シャイニングショット)
アームカバー内部に備える。
『SDガンダム GGENERATION』シリーズのシャイニングショットは手を合わせて放つ武器となっている。
この他の装備としては、グレネード・タイプの煙幕弾がある。本編第1話で使用されているが、この回以降は使用されていない。

### 必殺技
シャイニングフィンガー
マニピュレーターの手のひら部を指等の関節から放出しエネルギーを供給した液体金属で覆い、掴んだ物体を粉砕する技。使用の際にはフェイスカバーが展開する。主に右手で放つが左手でも使用可能であり、バリエーションとしてエネルギーを放射して対象を攻撃することも可能である。
前口上は「俺のこの手が光って唸る、お前を倒せと輝き叫ぶ」で、ゴッドフィンガーなどの他の技にも引用、あるいは一部を変えて使われる。この前口上を言うのは主に搭乗者(メインファイター)であるドモンだが、他のファイターが類似の技を放つ際も似たような口上が使われることもある。
第三者がファイティングスーツを装着している状態でコクピットに乗り込み、メインファイターと共に発動した場合はパワー上昇と同時に長大なエネルギーを放ち、周囲一帯を吹き飛ばすほどの力を持つが、その分パイロットには多大な負担がかかる模様。第13話では当時コクピットに搭乗していたレインと共にマスターガンダムと洗脳されたガンダムマックスターら4機のガンダムを撤退させた。
シャイニングフィンガーには相手のコンピュータにハッキングする機能が有る。これはデビルガンダムの探索の為の機能で頭部に技をかけてる際に頭部のメインコンピュータにハッキングしデビルガンダムにまつわる情報を検出やDG細胞の検知する事ができ作中ではアニメ第1話では頭部を掴んだネロスガンダムと通信する描写も見られた。またときた洸一の漫画版では、デビルガンダム捜索という目的のためDG細胞を検知するコマンドを相手に送り込む機能で描写された。
小説版ではドモンの生身によるシャイニングフィンガーも披露されている。流派東方不敗の奥義の一つで、指先に「気」を集中させ相手の額に放つことで、脳神経を麻痺させるというもの。テレビ本編とは異なり三本指で繰り出されるのが特徴である。
キング・オブ・ハート・シャイニングフィンガー
ギアナ高地にて、明鏡止水の境地に達した真のスーパーモードの黄金に輝く全身のエネルギーを右手に集めて放ったシャイニングフィンガー。デビルガンダムを破壊し尽くし、生体ユニットのキョウジ・カッシュにも大きなダメージを与えた。

シャイニングフィンガーソード
シャイニングガンダムの出力を最大にまで高めることにより機体を黄金に輝かせ、シャイニングフィンガーによる全エネルギーをビームソードに送り込んで緑色の巨大な剣を形成し、斬りつける。シャイニングガンダム最大の必殺技であるが、スーパーモード発動時にしか使用できない上にエネルギーの消耗が激しいという欠点がある。
コミック版「超級!機動武闘伝Gガンダム」では「シャイニングソード」と呼ばれており、ビームソードを媒体とせず、直接掌に巨大なビーム塊を形成する。

シャイニングストライク
これは本編にその名称は登場せず、元々はスーパーファミコン版ソフトの格闘ゲーム由来の技名であった。同ゲームでは投げ技だが、後にスーパーロボット大戦シリーズに登場した際は、通常のパンチやキックの総称のようになっている。

### ブッド・キャリアー
ネオ・ジャパンのMF用キャリアー。格納した機体の待機や修理、移動運搬が可能で、大気圏突入能力を備え地中・海中を問わず進行できる。内部にはコクピットも設ける。
アニメーション劇中におけるシャイニングガンダムはこれに格納され、ガンダムファイトの際はドモンが指を鳴らし呼ぶことでどこからともなく姿を現す。

### 劇中での活躍
ネオジャパン代表機としてネオイタリアに降下したのを皮切りに、必殺技シャイニングフィンガーを武器に数多くのファイターたちと予選であるサバイバルイレブンを戦い抜く。デビルガンダム軍団との戦いでは、ドモンが不在の際にはレイン・ミカムラが搭乗者を務めたこともあった。 
ギアナ高地での修行の結果、ドモンはシュバルツ・ブルーダーの導きもあり「真のスーパーモード」を会得。東方不敗マスター・アジアの駆るマスターガンダムを退け、デビルガンダムの破壊に至るものの、機体のエネルギーを使い果たしてしまう。さらに、マスター・アジアの執拗な追撃の盾となって機体は行動不能に。後継機であるゴッドガンダムにレインの協力でデータを転送した後、本機はギアナ高地に放棄された。
テレビ本編終了から12年後を描いたウェブ小説『機動武闘伝Gガンダム外伝 The East is Burning Red 三侠新傳 ～東方の珠～』では、放棄されていた本機はギアナ特区の象徴のモニメントしてそのままとしており、マスター・ジュニアとエイチ・カッシュの寝床としていた。突き刺さったままのマスターガンダムの右腕の残留エネルギーから再起動させたマスター・ジュニアが搭乗し、マスターガンタムの腕を引抜き右手に小手の様に装備しドモンの駆るゴッドガンダム弐と対峙する。

### その他
シャイニングフィンガーの特徴的な演出は、以後のガンダムシリーズにおいても用いられている。時系列的に『Gガンダム』より遥か未来の世界を描いた作品『∀ガンダム』ではモビルスーツ・ターンXの溶断破砕マニピュレーターからシャイニングフィンガーが繰り出されるという描写がある。また、『機動戦士ガンダムSEED DESTINY』に登場するデスティニーガンダムの武装のひとつ「MMI-X340 パルマフィオキーナ掌部ビーム砲」もシャイニングフィンガー的な演出で描かれている。 
『ケロロ軍曹』ではサブローが描いた物を実体化させる「実体化ペン」で本機を生み出している。そのほか、『ニニンがシノブ伝』、『テイルズ オブ デスティニー』（リメイク版）、『ウルトラマンZ』（第17話）など、ドモン・カッシュの声を当てている関智一が出演する他作品においてパロディのネタにされることが、たびたびある。

### デザイン
デザインを担当した大河原邦男は自著において、『機動武闘伝Gガンダム』企画時のバンダイの担当が従来の模型担当から玩具担当に代わったことから、バトルモードやスーパーモードへの変形機構を取り入れたと語っている。また、デザインのモチーフには歌舞伎が取り入れられているという。ノーマルモードのデザインモチーフは大河原曰く日本というイメージから鎧武者である。また、スーパーモード時の外観のデザインは歌舞伎をモチーフにしており、ギミックは文楽人形のガブを真似ている。
マスターグレード化の際には若干のデザイン変更が行われており、特に胸部のデザインは腕組み用機構との兼ね合いで大きく変更されている。前期OPのように腕組みは出来るが、腕組み用パーツは付いておらず、MGゴッドガンダム付属のものかMGガンダムシュピーゲル付属のパーツを流用する必要がある(手のひらのモールドが同じなのは後者である)。

## ライジングガンダム
シャイニングガンダム開発の過程で生まれた機体の一つ。ただし、後に対デビルガンダム用に設計変更されている。基本的な性能はシャイニングガンダムと同じだが、スーパーモードは持たない。ただし、ビームボウのような各種装備やモビリティモードを持つ。モビルファイターにモビルスーツの兵器的なコンセプトが取り入れられた機体と言える。パワー向上時の放熱を考慮し、頬部にはダクトを備える。
元々はウルベ少佐の機体として用意されていた。しかし、劇中では当初のパイロットであるウルベは搭乗せず、シュバルツ・ブルーダーの口からデビルガンダム事件の真相を知らされたレイン・ミカムラがドモンを助けるために搭乗する。

### モビリティモード
ライジングガンダムに導入された機構。ノーマルモードのライジングガンダムはショルダーアーマーのフィールドによって防御力に長けるが、モビリティモードになった際は攻撃力・スピードが向上する。

### 武装・装備(ライジング)
バルカン砲×2
シャイニングガンダムと同型の小口径機関砲。
ビームマシンガン
速射性に優れるビーム兵器。ネオジャパンの制式モデル。
ヒートナギナタ
コア・ランダーとの間に装備されている長柄の武装。超鋼素材を断ち切る切れ味を誇る。旋回させることで、ビームを弾くことができる。
ビームボウ
左腕に装備。作中ではビームの弦と矢を発生させている。
非使用時は折り畳まれる。
ショルダーアーマー
ライジングガンダムのノーマルモードにおける肩部装甲。フィールド発生器を持ち、防御性を高める。
ライジングシールド
肩部装甲(ショルダーアーマー)がビームボウに接続されて完成する。モビリティモード時の防御力低下を考慮し装備される。

### 必殺技(ライジング)
必殺必中ライジングアロー
矢の形状のビームを形成し敵に放つ。
ライジングフィンガー
『GUNDAM EVOLVE 3 』の映像アニメーションで使用した技。『SDガンダム GGENERATION WARS』以降、本機の武装として追加されており、ゲームでもその姿を見られるようになった。

### コア・ランダー(ライジング)
ライジングガンダムのコア・ランダーはシャイニングガンダムとほぼ同じものであるが、ヒートナギナタが固定されているため、そのままでは使用不可能である。それゆえ、走行形態は劇中には登場していない。

### 劇中での活躍(ライジング)
ランタオ島で闘っているドモンを助けるためにレインが搭乗し、ウォルターガンダムと死闘を繰り広げる。ウォルターガンダムのバーサーカー・システム制御部分を必殺必中ライジングアローで撃ち抜くが、ウォルターガンダムの暴走は止まらなかったためにやむなくレインは機体を破壊し、パイロットのアレンビー・ビアズリーを救出している。

### 備考(ライジング)
放送開始前にアニメ誌等に掲載された一部の記事では、シャイニングガンダムが「ライジング・ガンダム（仮）」として紹介されていたこともある。
シャイニングガンダムと共用である部分が多いが、これはバンダイから「（生産コストを下げるため）シャイニングガンダムにオプションパーツを追加して全く新しいモビルファイターを作れないか？」という要望があったため。

## 外伝作品での関連機体

### シャイニングガンダム市街地戦仕様
プラモデル1/100シャイニングガンダム組立説明書などに掲載されているカラーリングバリエーション。同仕様の成型色を施されたプラモデルをプレゼントする企画などにも使われている。

### シャイニングガンダム砂漠戦仕様
1994年のプラモデルGガンダム宣伝用封入チラシなどに掲載されているカラーリングバリエーション。
熱砂の砂漠で戦う為のシャイニングガンダムのカラーリング仕様で、砂丘に潜み、砂嵐を味方に相手の懐深く肉迫する。
市街地戦仕様と同様に同仕様の成型色を施されたプラモデルをプレゼントする企画などにも使われている。

### ニンジャー
講談社発行の雑誌「コミックボンボン」の模型フォトラマ連載企画『機動武闘伝外伝』に登場するネオジャパン軍のMS。ネオジャパンがブッシ、ノブッシに次いでブッシの後継機として開発した量産型MSで、シャイニングガンダムやライジングガンダムの原型となった。7機製造され、そのうち5機はウルベ機動忍軍の機体に改修された。残る2機のうち1機が、後にレインが乗った機体である。
シャイニングニンジャ・ブラック（NINJAシャイニング）
ネオジャパンウルベ機動忍軍所属の不死身のクロウザ専用のMS。
ニンジャーの2号機をカスタムアップした機体で鎖ガマ、ビーム手裏剣を装備する。本来はシャイニングガンダムの警護用として開発された。
シャイニングニンジャ・ブラック改
ネオブラジリアのビルの瓦礫の中から闇ガンダムファイトサポートチーム”チームT”に発見され、修理・改修を受けたシャイニングニンジャ・ブラック。右腕にシュピーゲルブレードを装備。後にフロントスカートアーマー裏に隠し腕を装備。『機動武闘伝外伝II』から登場する。
シャイニングニンジャ・ホワイト
ネオジャパンウルベ機動忍軍所属の閃光のクァズマ専用のMS。
基本性能はクロウザの乗るブラックと同じであるが、クァズマが左利きであるため、武装や機動プログラムが左右逆にセッティングされている。実戦テスト中ではあるが、DG細胞制御装置による進化変化を制御し、マスターチャンプに変化できる。『機動武闘伝外伝II』から登場する。
ライジングピンク
ネオジャパンウルベ機動忍軍所属の疾風の・ゆ専用のMS。
ライジングガンダムの装甲を軽量化し、高速機動化が施されている。コアランダーに装備されたビーム発生装置で特殊なピンク色の結界を張れるうえ、この結界と高速性能によって分身や霧隠れの術などを使える。DG細胞の進化変形技術を利用して形態を変化させ、ピンククーロンガンダムの姿で活動していた。『機動武闘伝外伝II』から登場する。
ライジングイエロー
ネオジャパンウルベ機動忍軍所属の皆殺しのザンキ専用のMS。
ジェネレーター出力を上げ、関節を強化した「力」のガンダムである。ギアナ高地に投棄されたシャイニングガンダムを回収する役目をウルベから与えられる。
ライジンググリーン
ネオジャパンウルベ機動忍軍所属のまやかしのゲンナイ専用のMS。
背中の槍で＋と－の電極を操り、左右の腕から自在に雷を撃ち出す。ギアナ高地に投棄されたシャイニングガンダムを回収する役目をウルベから与えられる。
ゾンビシャイニング最終形態デビルシャイニングガンダム
ギアナ高地でドモンに倒されたデビルガンダムが、ドモンのシャイニングガンダムを模して進化したもの（前段階の形態は、ゾンビシャイニングと呼称される）。『機動武闘伝外伝II』に登場。

### シャイニングアッガイ
漫画『いけ! いけ! ぼくらのシャイニングアッガイ!!』に登場。ガンダムファイトより格下の「アッガイファイト」用の機体である。外見はシャイニングガンダム風のアッガイで、シャイニングフィンガーを使用し、スーパーモードになることも可能(スーパーモード時には頭部が展開する)。同タイプのMF(？)として、アッガイマックスターがある。
劇中ではスーパーモードの制御が出来ないことを理由にシュバルツによってアッガイファイトに降格させられたドモンが搭乗。同じく降格させられたチボデーとアッガイファイトの試合を行うも、レインの「超ダサー」との発言に逆上、スーパーモードを発動させ、シャイニングフィンガーでレインを攻撃した。
この作品を受けてか、ゲーム『SDガンダム GGENERATION-F-IF』の「ガンダムファイトEX」では、ドモンが改造されたアッガイに乗って登場する。また、前述の2種類のアッガイのガレージキット(「MO-CRAFT」制作)も存在した。漫画の作画用の模型資料の提供は近藤和久であったという。

### シェイディングガンダム
漫画『超級!機動武闘伝Gガンダム』に登場。通称「黒シャイニング」。形式番号：JMF1337SD
戦績を残せないドモンに対して業を煮やしたカラトが、ドモンを廃人にまで潰してしまう目的で作ったMF。外見は黒いシャイニングガンダムだが、細部で異なる。全武装を使用可能だが、スーパーモードは無い。
パイロットは存在せず、学習成長型(ラン＆グローイングアップタイプ)CPUで、ドモンの全戦闘データ(ドモン放浪編Round5までの対戦相手のデータを含む)が入力されており、1.5倍の処理速度で判断・行動する。またドモンの精神を掻き乱す為に、パイロットイメージはキョウジ・カッシュにされている。
カラトの構想では、シャイニングガンダムにCPUを搭載したうえで、認証のために廃人にしたドモンをのせ、ガンダムファイトのみを続行する予定だった。
レインの機転でキャリアーに収容されたシャイニングガンダムを追跡し、破壊しようとするが、スーパーモードを発動したシャイニングガンダムに破壊された。